# Кастильоне, Джованни Бенедетто
Джова́нни Бенеде́тто Кастильо́не, также известный под прозванием Греке́тто (итал. Giovanni Benedetto Castiglione, Il Grechetto — гречонок); 23 марта 1609, Генуя, Генуэзская республика — 5 мая 1664, Мантуя, Мантуанское герцогство) — итальянский живописец и гравёр, представитель генуэзской школы эпохи барокко. Кастильоне приписывают изобретение техники монотипии.

## Биография и творчество
Джованни Бенедетто Кастильоне, сын Джованни Франческо и Джулии Варезе, родился в Генуе в 1609 году, о чём свидетельствует регистрация его крещения, состоявшаяся 23 марта в приходе церкви святых Надзарио и Сельсо. Вероятно, очень молодым он поступил в мастерскую Джованни Баттисты Паджи, а после его смерти в 1627 году продолжил обучение рисунку, гравированию и живописи у Джованни Андреа де Феррари и Синибальдо Скорца.
Он также восхищался живописью А. Ван Дейка, который долгое время жил в Генуе и чьи картины можно было увидеть по всему городу. Под влиянием Скорца он начала писать анималистические картины, а по примеру фламандских художников — пасторальные пейзажи с изображениями животных и сцены из античной мифологии, за что, вероятно, и получил прозвание «гречонок».
В 1632 году Джованни Бенедетто переехал со своим братом Сальваторе в Рим, что задокументировано в книгах прихода церкви Сант-Андреа-делле-Фратте. Постепенно Кастильоне стал признанным художником: в 1634 году его приняли в Академию Святого Луки и он начал часто посещать мастерские таких выдающихся художников, как Джан Лоренцо Бернини, Маттиа Прети и Пьетро да Кортона.
После пребывания в Неаполе он вернулся в Геную, где посвятил себя выполнению важных заказов как частных картинных галерей, так для религиозных учреждений. В 1645 году он написал алтарный образ Рождества для церкви Сан-Лука, считавшийся одним из его высших достижений, и Видение Святого Бернардо для церкви Санта-Мария-делла-Челла и Сан-Джакомо. В те же годы он начал работать в графике, сюжеты его гравюр часто отсылают к историко-мифологическим декорациям Пуссена, оживленным фантастическими фигурами сатиров и нимф.
В его мастерской постоянно работали его брат Сальваторе Кастильоне (1620—1676) и сын Франческо (1641—1716), они также писали натюрморты и сцены на библейские и мифологические сюжеты, всегда переполненные изображениями животных. Поэтому трудно точно определить, какие произведения принадлежат Джованни Бенедетто, а какие его брату Сальваторе и сыну Франческо, скорее надо думать о сотворчестве всех троих. Джованни Бенедетто также был уважаемым гравёром, специализировавшимся на технике офорта, и изобретателем техники монотипии: его гравюры, вероятно, также повлияли на творчество Рембрандта, творчество которого он специально изучал.
С 1651 года художник находился в Мантуе, где стал придворным живописцем герцогов Гонзага. Он также часто останавливался в Неаполе, Парме и Венеции. «Видение Святого Доминика ди Сориано» в церкви Санта-Мария-ди-Кастелло считается одной из последних работ Кастильоне, выполненных для его родного города. Он умер в Мантуе и был похоронен в соборе до 1665 года, даты, указанной на надгробии. Слева от входа в баптистерий собора в медальоне находится его портрет с надписью, которая в стиле XVII века уверяет: «Rinascerà forse l’arte della pittura, morta con te. Ma dopo di te, o Castiglione, sarà sempre inferiore» (Возможно, искусство живописи, умершее вместе с ним, возродится. Но после Кастильоне оно всегда будет ниже).
Его сын Франческо сменил его в должности придворного живописца Фердинандо Карло Гонзаги. Джованни Бенедетто был учителем Джованни Лоренцо Бертолотто, который работал в его мастерской с начала 1661 года по март 1663 года.

## Галерея

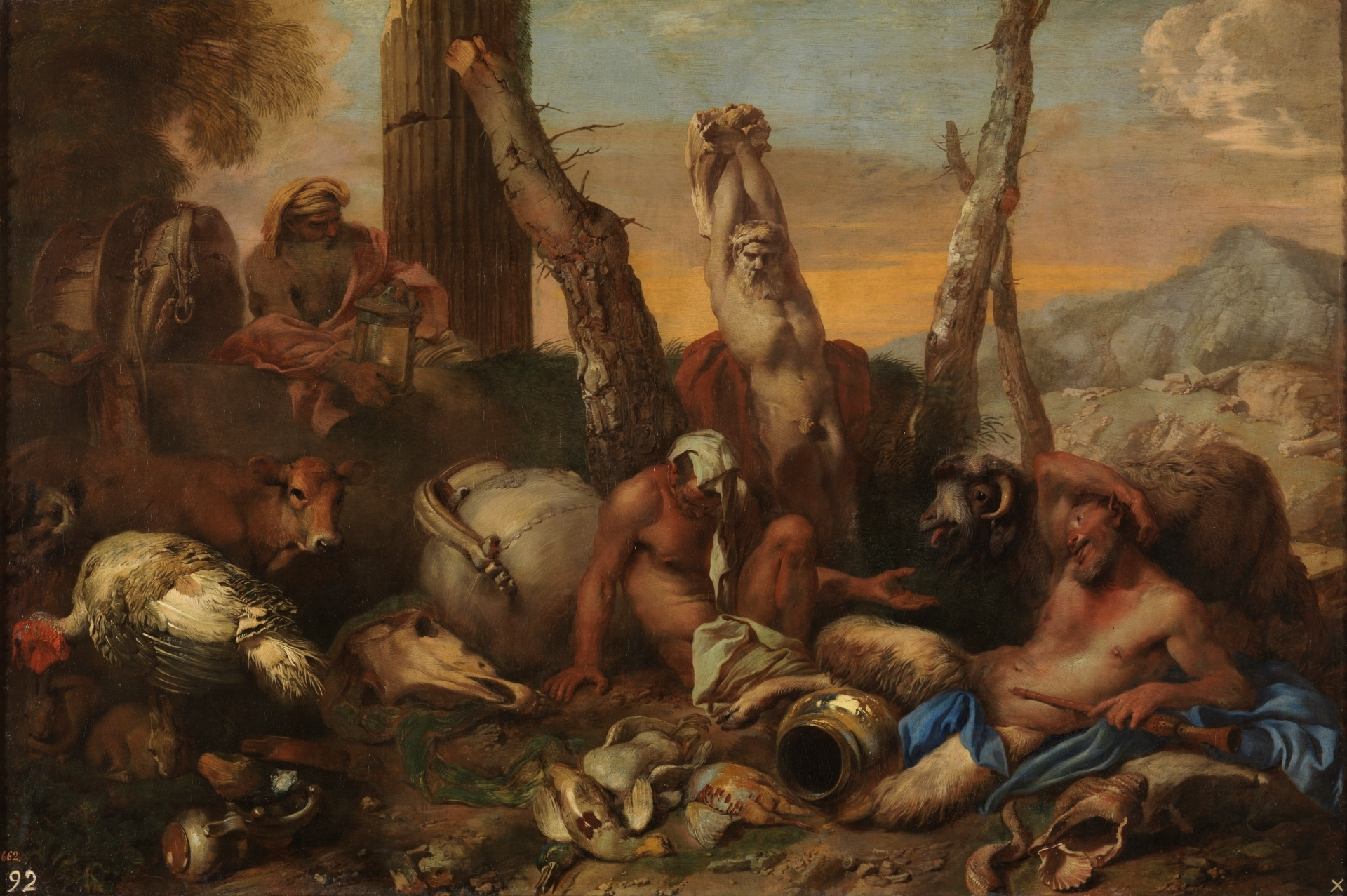
Басня о Диогене, ищущем с фонарем человека. 1650-е. Холст, масло. Прадо, Мадрид
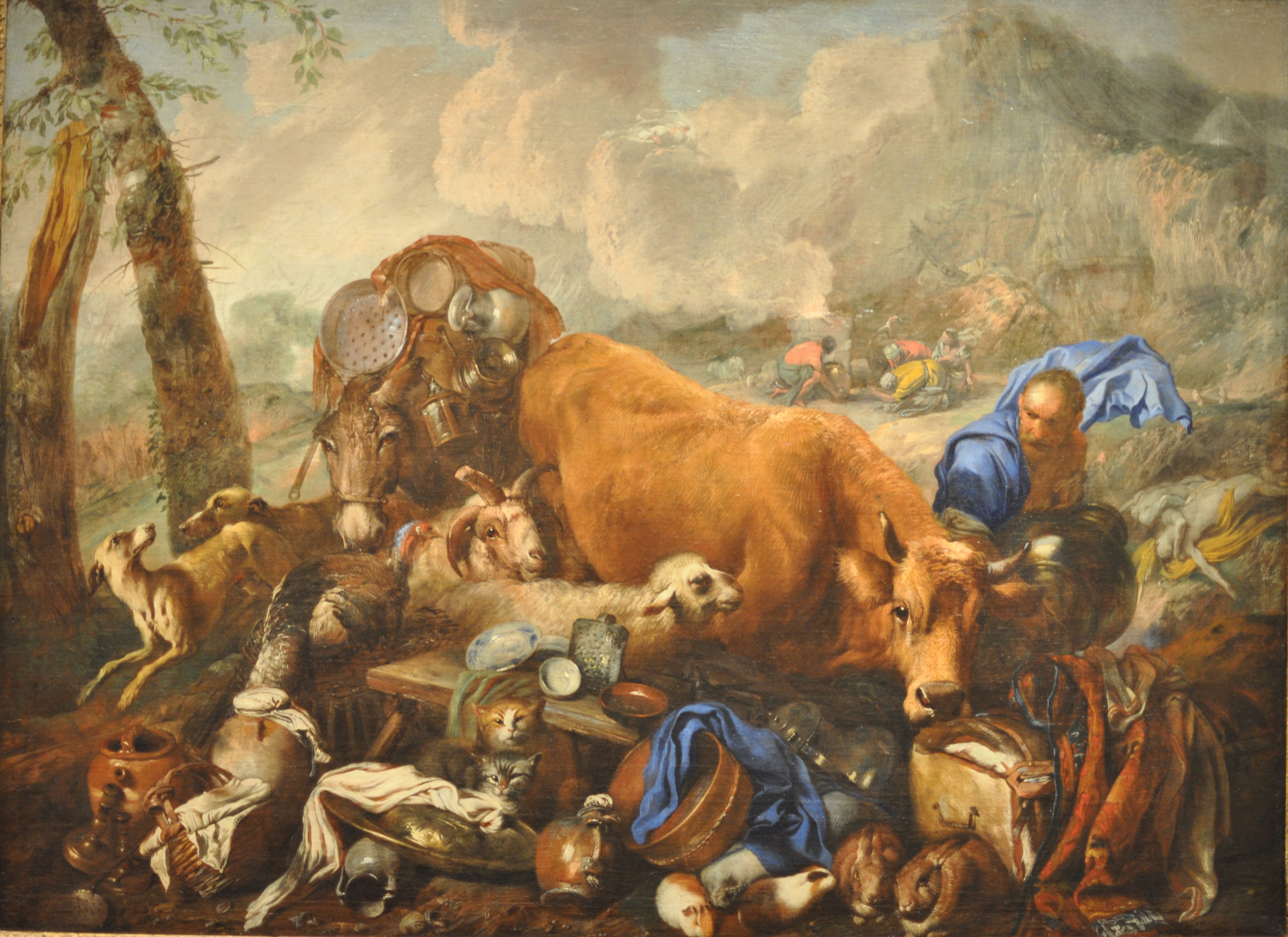
Жертвоприношение Ноя после потопа. 1650. Холст, масло. Музей искусств округа Лос-Анджелес, Лос-Анджелес, США
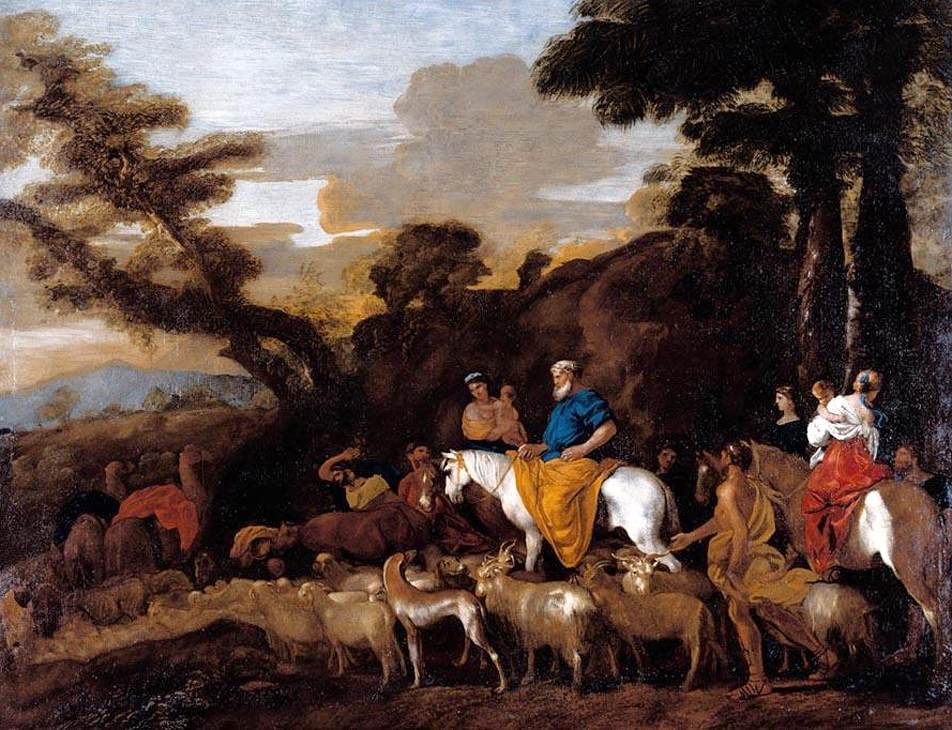
Иаков уводит стада Лавана. Ок. 1632. Холст, масло. Частное собрание
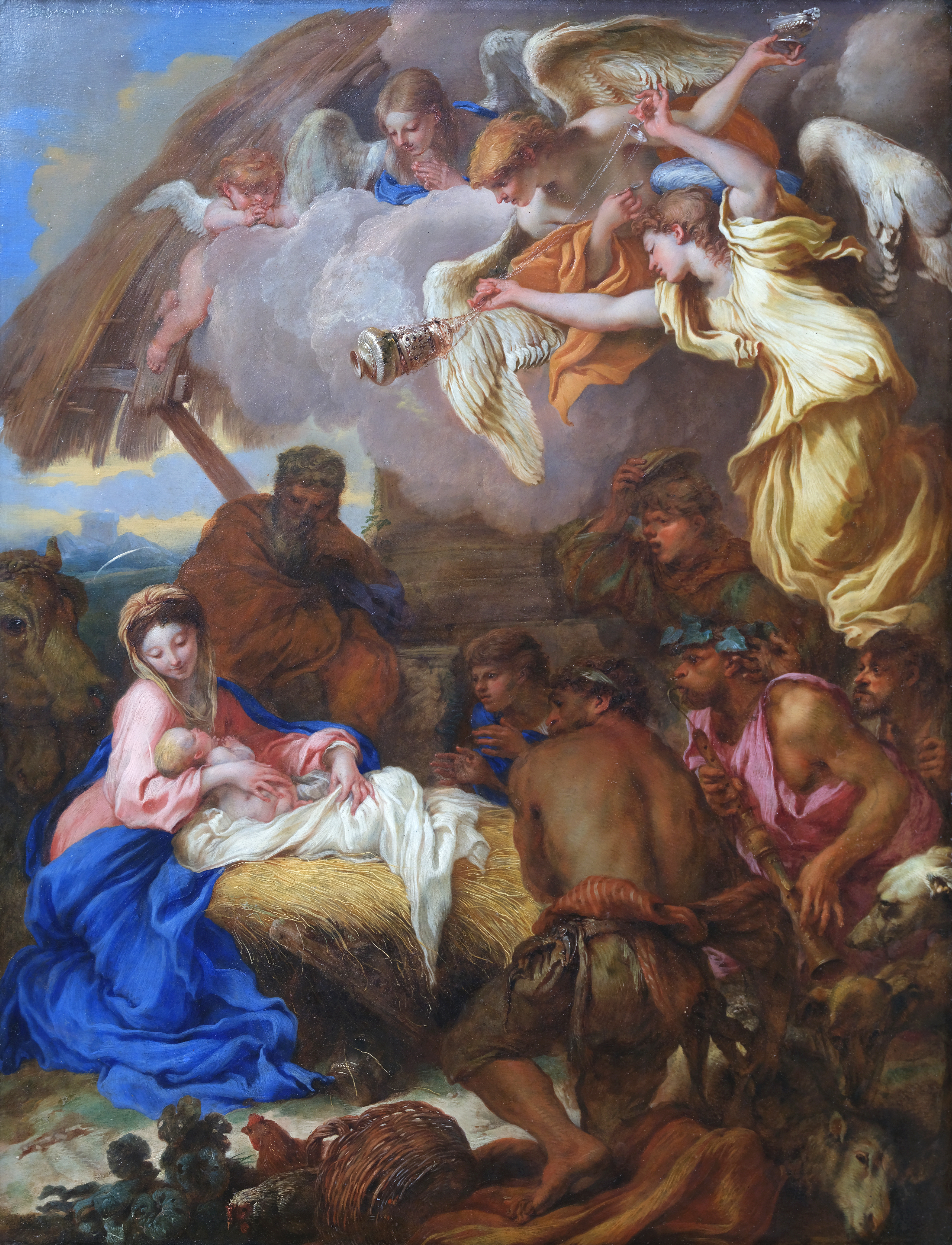
Поклонение пастухов. 1659. Медь, масло. Лувр, Париж
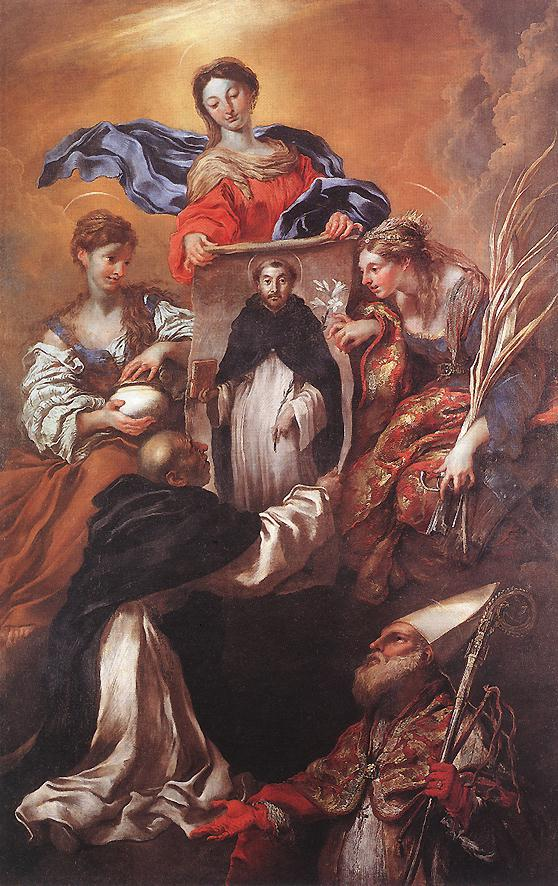
Чудо Сориано. 1655. Холст, масло. Церковь Санта-Мария-ди-Кастелло, Генуя
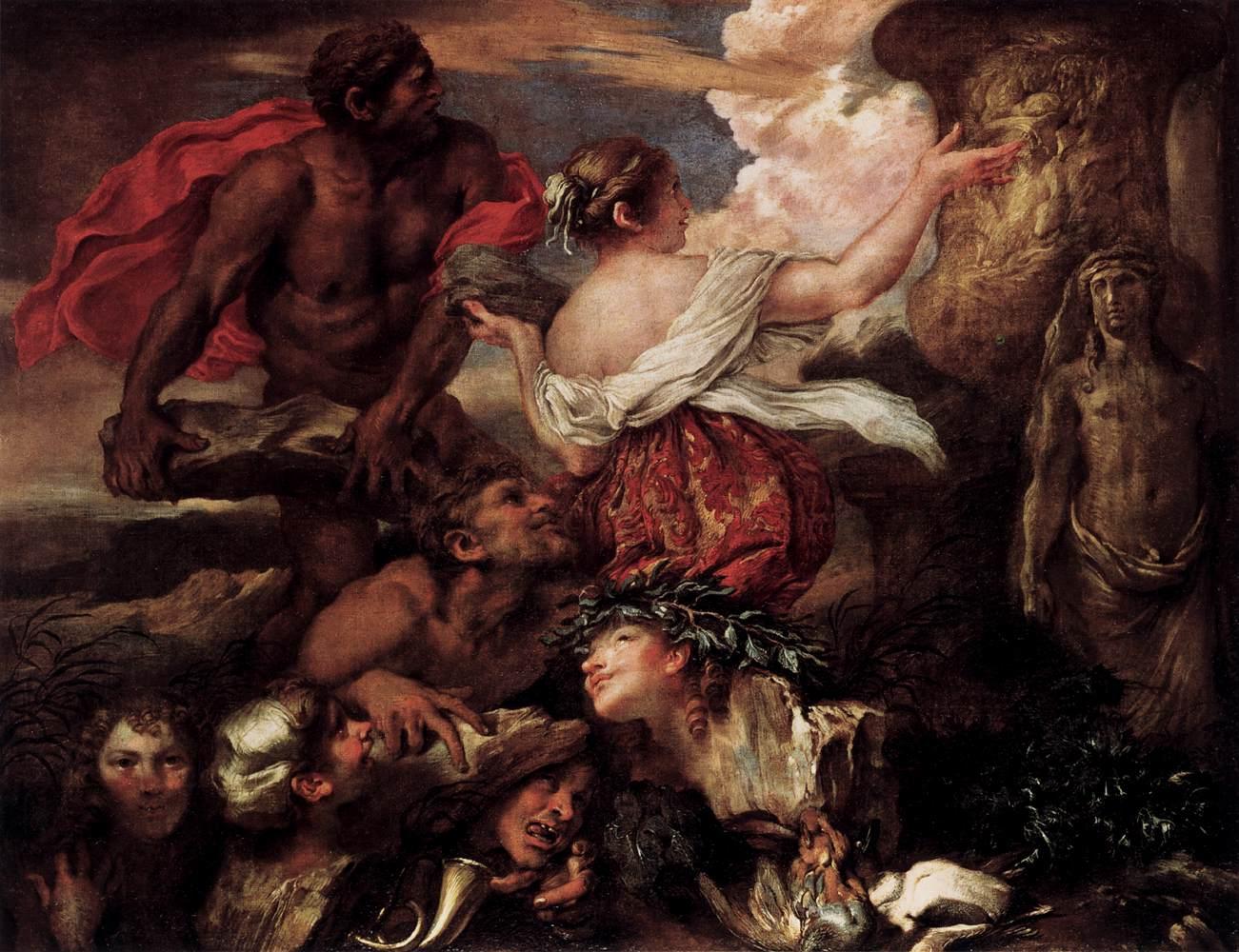
Пирра и Девкалион. 1655. Холст, масло. Берлинская картинная галерея
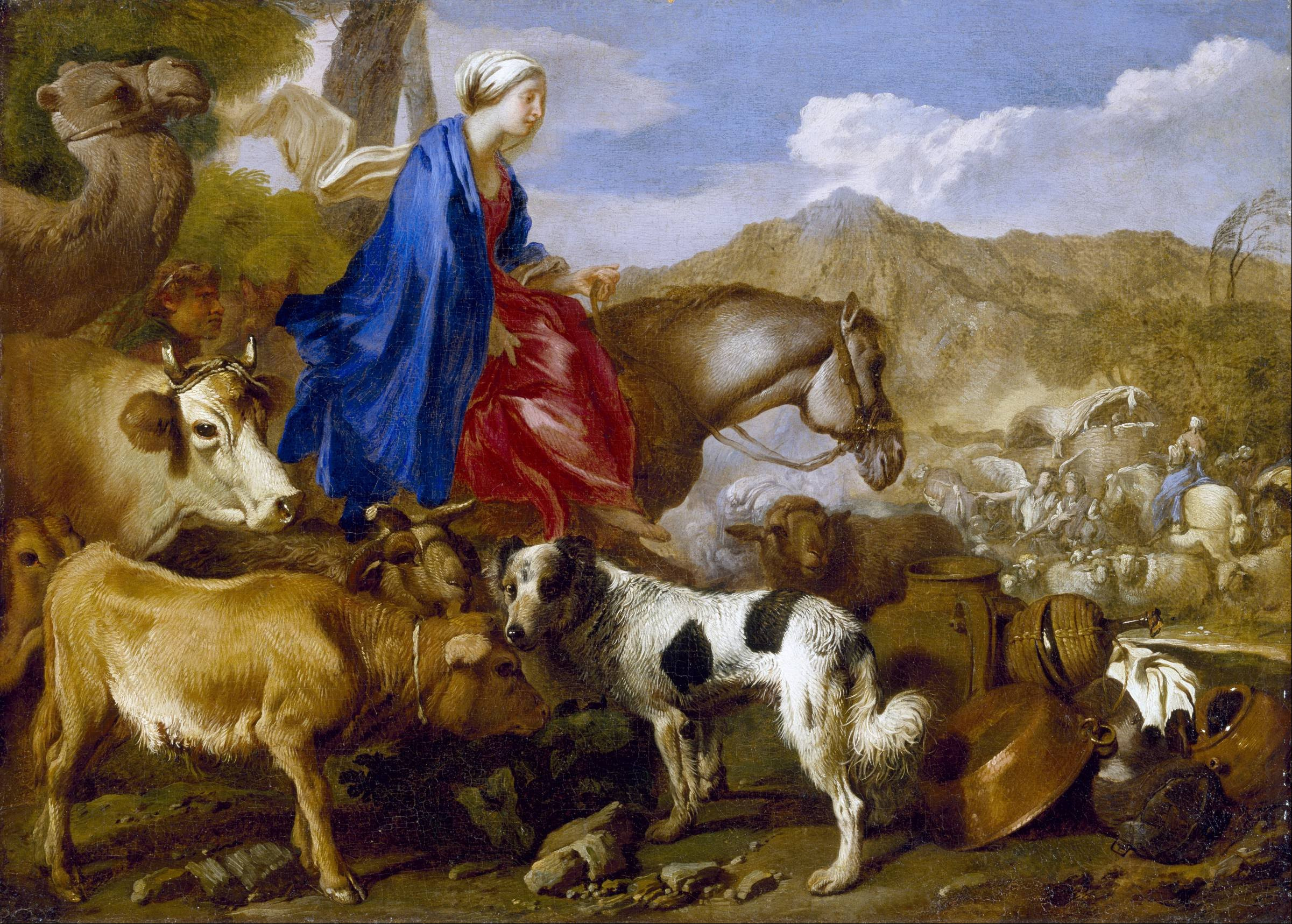
Путешествие Ребекки. 1637. Холст, масло. Музей изящных искусств, Хьюстон, Техас, США
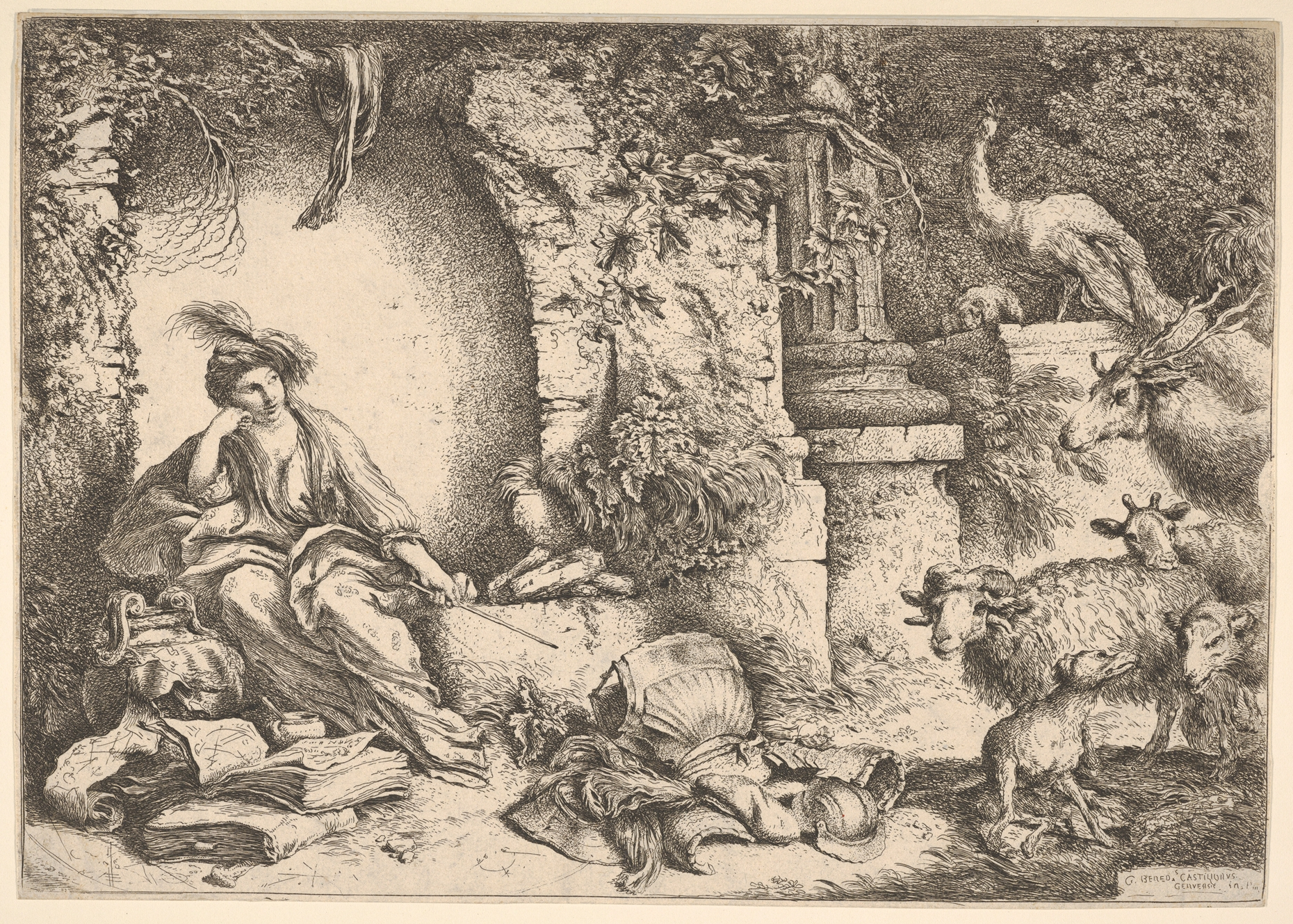
Цирцея, превращающая спутников Улисса в зверей. Между 1650 и 1651. Офорт
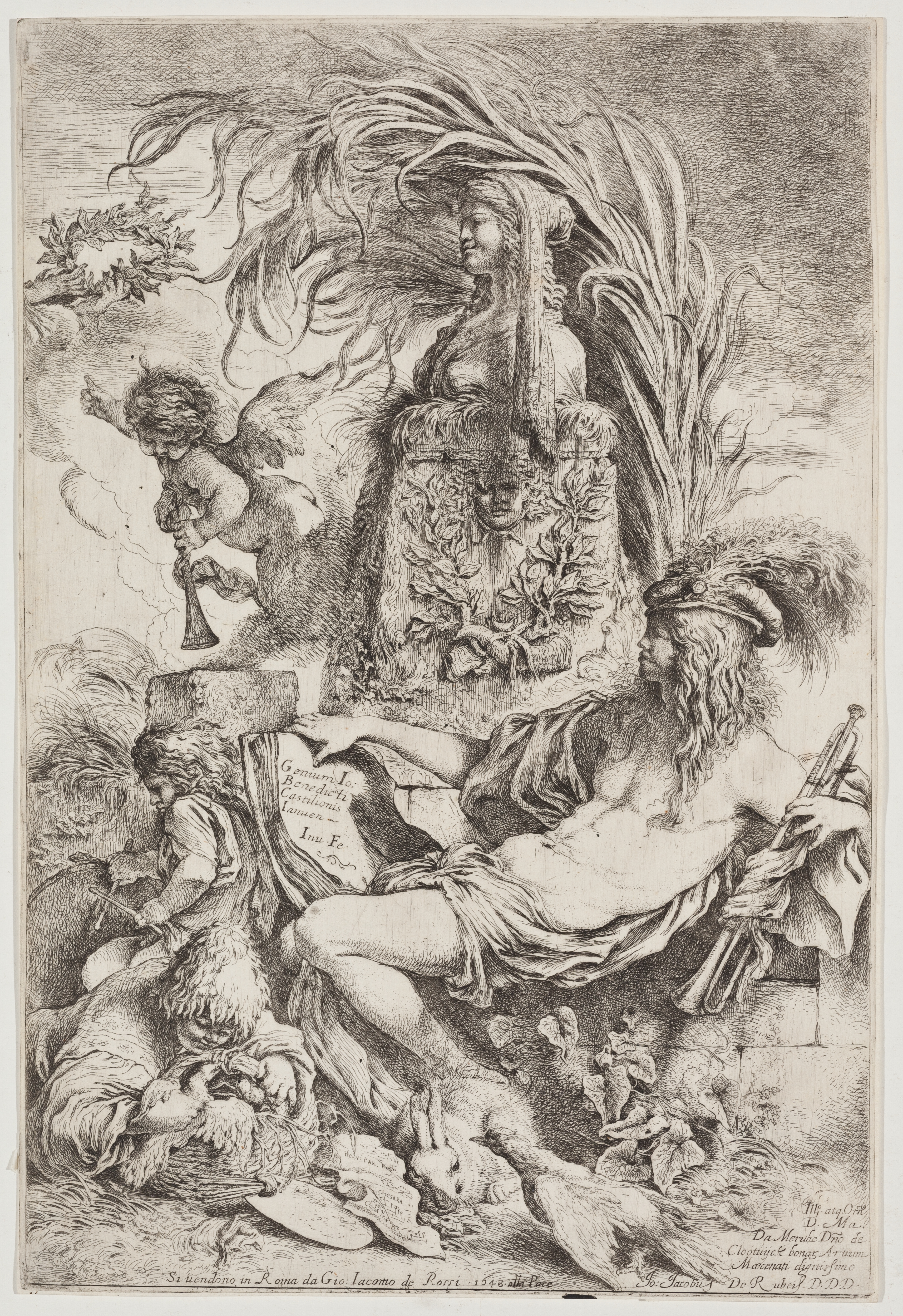
Гений художника. 1647. Офорт